# Daniel Cifuentes Alfaro
Daniel Cifuentes Alfaro, conegut futbolísticament com a Cifu (nascut el 13 de juliol de 1980 a Madrid). Actualment juga al Cadis CF.

## Trajectòria
Es va formar a les categories inferiors del Reial Madrid de la mà d'entrenadors com Paco Buyo o Vicente del Bosque i coincidint amb jugadors com Iker Casillas, Julio Álvarez, César Navas ... Va ser triat com a millor jugador en diversos tornejos i va arribar ser internacional amb la selecció de futbol sub-17 d'Espanya i la selecció de Futbol Sub-18 d'Espanya. Després del seu pas pel Reial Madrid Castella va fitxar dues temporades al Zamora CF. El seu gran rendiment va acaparar l'atenció del tècnic José Luis Mendilibar que el va portar al club insular UD Lanzarote. Aquest any van aconseguir portar a l'equip als Play Off on gràcies al paper realitzat, el tècnic és fitxat per la següent campanya per l'equip de Segona Divisió SD Eibar portant-se a Cifu amb ell. A la SD Eibar realitzen la millor campanya fins a aquest moment lluitant per l'ascens a primera divisió assolint un gran 4t lloc. Allí va coincidir amb jugadors de la talla de Gorka Iraizoz, David Silva o Gaizka Garitano. El bon paper desenvolupat en aquesta campanya el va portar a signar per la Reial Societat en la qual militaria un any i mig, aconseguint el seu millor partit contra l'Atlètic de Madrid. En no comptar en els plans de Miguel Ángel Lotina, va ser cedit a la SD Ponferradina els sis mesos restants. El seu paper en aquest club va cridar l'atenció del Reial Valladolid de primera divisió en què va estar fins que en el mercat hivernal de la campanya 2007-2008, va ser cridat per Javi Gracia per ajudar a aconseguir l'ascens del Cadis CF, objectiu que van aconseguir després de guanyar a la Real Unión Club a la fase d'ascens. Va militar dues temporades més sent el capità i un dels jugadors més estimats per l'afició. L'estiu de 2011, fitxa pel degà del futbol espanyol, el Recreativo de Huelva en el qual ha militat fins a estiu de 2014. En els tres anys que ha estat, ha jugat un total de 76 partits.
Actualment, es troba al Lincoln Xarxa Imps de la Premier League gibraltarenya amb el qual ha guanyat la Supercopa gibraltarenya. Es tracta d'un jugador polivalent, amb bon domini de les dues cames, el que l'ha portat a jugar d'ambdues bandes, tant de lateral com d'extrem.